# Endasys brunnulus
Endasys brunnulus là một loài tò vò trong họ Ichneumonidae.